# Nicomedes (matemático)
Nicomedes (tercer siglo a.c.) fue un geómetra griego conocido por el descubrimiento de la concoide de Nicomedes.

## Vida y obra

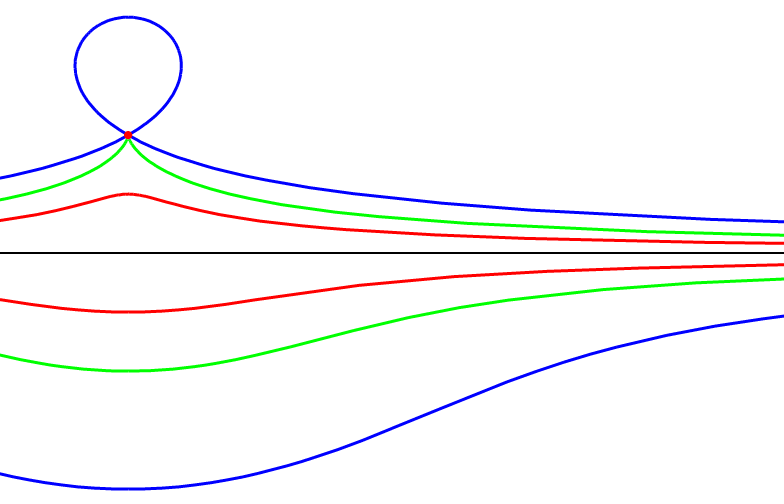
Concoide de Nicomedes.

Concoide de Nicomedes.

Se sabe muy poco de la vida de Nicomedes, aunque se estima que vivió entre 280 a. C. y 210 a. C. Se sabe que Nicomedes vivió en la época de Eratóstenes (276 a. C.-194 a. C.), ya que criticó el método empleado por éste para la duplicación del cubo. También se sabe que Apolonio de Perge (262 a. C.-190 a. C.) denominó a una curva de su creación como "hermana de la concoide", sugiriendo de esta manera que la denominaba así en honor a la curva que hizo famosa Nicomedes. 
Al igual que otros geómetras de la época, Nicomedes se dedicó a resolver los problemas de la trisección del ángulo y de la duplicación del cubo (problemas que ahora sabemos imposibles de resolver con las herramientas de la geometría clásica). En sus investigaciones, Nicomedes creó la concoide de Nicomedes; un descubrimiento descrito en su famosa obra Las líneas de la concoide. Nicomedes descubrió tres tipos distintas de concoides, pero se desconoce lo que representaban. Pappus de Alejandría escribió: "Nicomedes triseccionó cualquier ángulo rectilíneo mediante las curvas concoides. Él descubrió sus características peculiares al describir cómo construirlas, ordenarlas y sus propiedades." 
Nicomedes también empleó la cuadratriz de Hippias aplicándola al cálculo de la cuadratura del círculo, según Pappus de Alejandría: "Para la cuadratura del círculo, Dinostrato, Nicomedes y ciertas otras personas posteriores emplearon cierta curva que toma su nombre de su propiedad, por lo que se denomina generadora de cuadrados". Eutocio menciona que Nicomedes "se enorgullecía exageradamente por el descubrimiento de esta curva, contrastándola con el mecanismo de Eratóstenes para encontrar cualquier número de partes proporcionales, método al que objetaba formalmente como impracticable y completamente ajeno al espíritu de la geometría."